# 小行星7752
小行星7752（英語：7752 Otauchunokai）是一颗围绕太阳公转的小行星。1988年10月31日，新島恒男、K. Kanai在尾島町发现了此天体。
这颗小行星的绝对星等为77.51168等。